# EEF1E1
EEF1E1‏ (Eukaryotic translation elongation factor 1 epsilon 1) هوَ بروتين يُشَفر بواسطة جين EEF1E1 في الإنسان.